# Dacsi
A dacsi a japán harcművészetek alapállását jelenti. Ezeket a harcolók küzdelem közben veszik fel egy új támadás indításának lehetősége, illetve passzív védekezés céljából (pl. Kokucu-dacsi).

## Fajtái
A dacsik két nagy csoportba oszlanak: a sizen taiba (természetes állás) és a kumite dacsiba (küzdőállás).

### Sizen Tai
- Fudo-dacsi
- Hacsidzsi-dacsi
- Hejko dacsi
- Hejszoku-dacsi
- Muszubi dacsi
- Renodzsi-dacsi
- Sizen hejko-dacsi
- Tejdzsi-dacsi

### Kumite dacsi
- Hangecu-dacsi
- Kake-dacsi
- Kiba-dacsi
- Kokucu-dacsi
- Kosza-dacsi
- Neko asi-dacsi
- Siko-dacsi
- Sizen-dacsi
- Sagiasi-dacsi
- Sancsin-dacsi
- Zenkucu dacsi